# Quy tắc Gloger
Quy tắc Gloger là một quy tắc trong sinh thái học nói rằng các loài động vật hằng nhiệt sống trong môi trường nóng ẩm, ví dụ như gần xích đạo, có xu hướng có nhiều sắc tố trên cơ thể hơn các họ hàng của chúng ở vùng lạnh và khô. Quy tắc này được đặt tên sau khi động vật học người Đức Constantin Wilhelm Lambert Gloger, người đầu tiên nhận xét hiện tượng này vào năm 1833 trong một đánh giá về hiệp phương sai giữa khí hậu và màu lông chim. Erwin Stresemann lưu ý rằng ý tưởng này đã được trình bày bởi Pallas trong Zoographia Rosso-Asiatica (1811). Gloger phát hiện ra rằng các loài chim trong môi trường ẩm ướt hơn thì màu lông có xu hướng đậm hơn so với họ hàng của chúng ở vùng khô cằn. Hơn 90% trong số 52 loài chim được nghiên cứu ở Bắc Mỹ phù hợp với quy tắc này.

## Giải thích
Một lời giải thích của quy tắc Gloger trong trường hợp các loài chim: gia tăng sức đề kháng của lông vũ đối với các vi khuẩn gây rụng lông hoặc mất lông, như Bacillus licheniformit. Lông vũ trong môi trường ẩm ướt có tải lượng vi khuẩn lớn hơn và môi trường ẩm ướt phù hợp hơn cho sự phát triển của vi khuẩn, lông tối hơn thì khó rụng hơn vì sắc tố eumelanins – màu nâu đến đen – gia tăng độ đàn hồi cho lông, làm lông khó rụng. Trong khi đó, ở vùng khô cằn, sắc tố pheomelanins có màu đỏ sẫm đến màu cát giúp sinh vật chiếm ưu thế trong tìm mồi và trốn tránh kẻ thù.
Ở động vật có vú, có xu hướng rõ rệt là ở xích đạo và khu vực nhiệt đới thì có màu da sẫm hơn hơn họ hàng ở vùng cực. Trong trường hợp này, nguyên nhân là có lẽ là để bảo vệ tốt hơn chống lại bức xạ mặt trời có quá nhiều tia cực tím ở nơi vĩ độ thấp. Tuy nhiên hấp thụ một lượng bức xạ tia cực tím là cần thiết cho sự sản xuất một số vitamin, đặc biệt là vitamin D.
Nguyên tắc này cũng thể hiện rõ ràng ở các quần thể người. Quần thể người phát triển trong môi trường nắng nhiều hơn, như ở gần đường xích đạo, thì da có xu hướng sẫm màu hơn các quần thể có nguồn gốc ở xa xích đạo. Có một số trường hợp ngoại lệ, nổi tiếng nhất là người Tây Tạng và Inuit, những người có da sẫm màu hơn mong đợi, dù không hợp lý vì điều kiện vĩ độ của họ. Trong trường hợp đầu tiên, đây rõ ràng là một sự thích nghi với tia cực tím cường độ cao ở Tây Tạng. Ở trường hợp thứ hai, sắc tố là cần thiết để hấp thụ tia cực tím, vốn đã bị giảm đi bởi chế độ ăn tự nhiên giàu vitamin D của người Inuit.